# Zsumberki-hegység
A Zsumberki-hegység (horvátul: Žumberačko gorje, szlovénül: Gorjanci) egy hegység Horvátországban és Szlovéniában, a Dinári-hegység északi peremén.

## Fekvése
A Zsumberki-hegység az Alpok előterében, a Dinári-hegységnek a pannóniai térséggel való érintkezése területén, kisebb részben Szlovénia délnyugati részén, nagyobb részben Horvátország északnyugati részén fekszik. Körülbelül 50 km hosszú és körülbelül 20 km széles. A hegységet északnyugaton a Krka, északon a Száva, délen a Kulpa, valamint a nagyobb települések közül Szamobor, Jasztrebarszka, Brežice, Kostanjevica, Novo Mesto, Metlika, Ozaly és Krašić határolják. Hegyvonulata nyugat felé a szlovéniai Dolenjska területén a Kočevski Rog-hegységben folytatódik, amelytől a Črmošnjička-völgy választja el. Horvátországban nagyobb része Zágráb megyében, kisebb része Károlyváros megyében található. A Zágráb megyéhez tartozó rész területe Szamobor városa, Jasztrebarszka városa Ozaly városa, valamint Zsumberk és Krašić községek között oszlik meg.

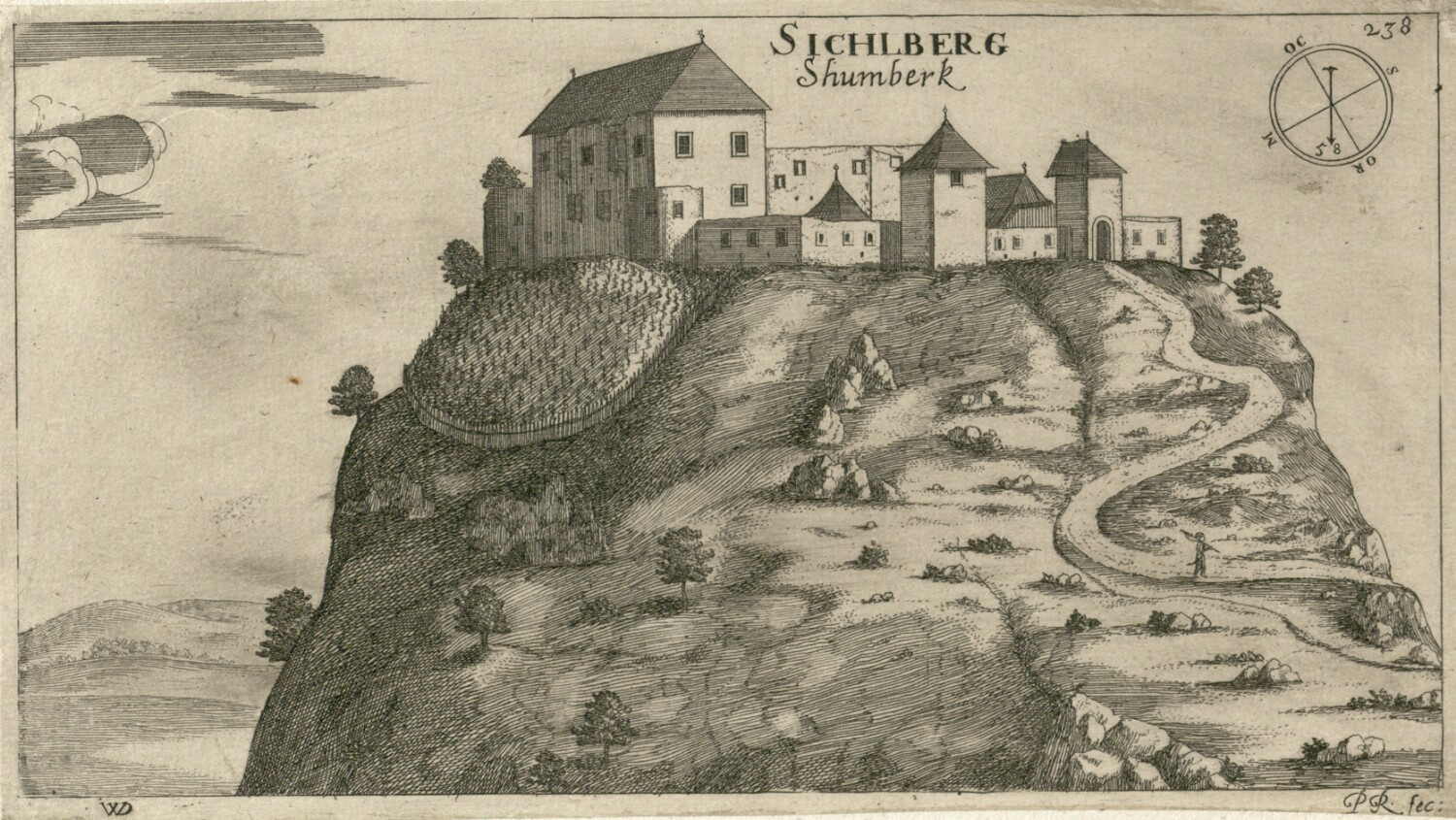
Sichlberg vára Valvasor metszetén

## Neve
A hegység szlovén neve „Gorjanci”, régi német neve pedig „Sichelgebirge” vagy „Uskokengebirge” (uszkók hegység). A horvát Žumberak név a német „Schönberg” (szép hegy) név „Sumberg”re való torzulásából származik. Franjo Fras híres topográfiájában a „Sichelburg Gebrige” (a „sichel” németül sarlót, a „burg” várat, a „gebirge” pedig hegyeket jelent) nevet használta, valószínűleg a hegyek sarló alakban való elhelyezkedése alapján. Ez volt annak a régi várnak a neve is, amely valamikor a mai Stari Grad (Kekić Draga) falutól keletre emelkedő hegy tetején állt. Az aquileiai patriarchátus 1296-ból származó plébániajegyzékében a zsumberki egyházközséget „Sichelberch” néven említik, így az is feltételezhető, hogy ez lehet az alapja a jelenlegi horvát Žumberak névnek.

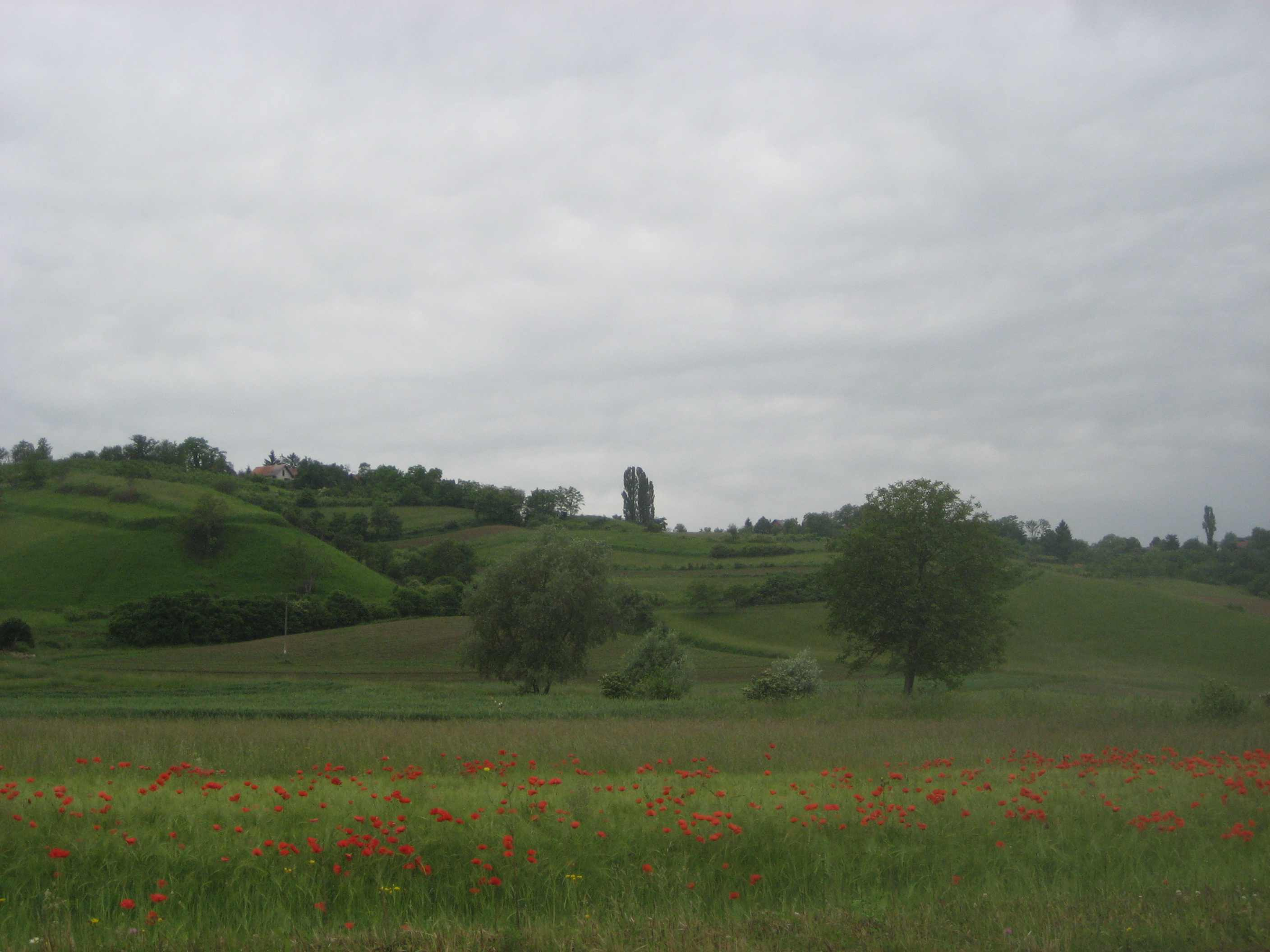
A hegység Krasić közelében

## Leírása
A Zsumberki-hegység, noha a Dinári-hegység része, a hegység fővonulatával ellentétben nem az északnyugati-délkeleti, hanem erre majdnem merőlegesen, délnyugat-északkeleti irányban húzódik. A hegység ilyen irányának oka a lemeztektonika, két fő rendszer a dinári és az alpi lemez ütközése. 
Legmagasabb csúcsa a Sveta Gera (szlovén nyelven Trdinov vrh, 1178 m). Bár csúcsai nem magasak, a terület hegyvidéki jellegű, erdős területekkel, szelíd rétekkel és meredek hegygerincekkel körülvett kis szurdokokkal. A Szlovénia és Horvátország közötti államhatár a legmagasabb gerincen halad, amely mentén a Krka és a Kulpa vízgyűjtő területének vízválasztója fut.
A Zsumberki-hegységet általában két részre, Zsumberki- (szlovénul: Gorjanci) és Szamobori-hegységre osztják. Ide tartozik még a délkeletre fekvő Vukomericai-hegység, a zsumberki orográfiai egység szélesebb, alsó ága, valamint a Szamobori-hegységtől délre fekvő Plešivica.
A hegység eléggé körülhatárolható. Hegyei északon meredeken zuhannak, egy egyértelmű és még mindig aktív tektonikus vonalon, a Prigorjanski gorica felé és a Krka völgyébe a Brežicei-karsztmedencébe. Délen kissé gyengédebben ereszkednek Bela krajina, a Karlovaci-medence (a Kulpamente) felé. Keleten a Zsumberki-hegység lépcsőzetes fennsíkon ereszkedik le a Brežice és Zágráb közötti Száva-síkságra, és csak nyugaton megy át egyértelmű határ nélkül, hosszú gerincekkel a szlovéniai Novo mesto tartományba, a Kočevski-fennsíkba (Kočevski Rog).
A karszt a hegység területének 90%-át borítja. A karsztos felszín különféle formáit találjuk itt víznyelők, szurdokok, zárt völgyek formájában. A domborzat különösen kiemeli a meredek hegyoldalakkal mélyen kivágott eróziós völgyeket, a hegycsúcsokat és gerinceket, valamint a folyók és a patakok (Kupčina, Bregana, Lipovačka, valamint Rudarska Gradna és Slapnica) völgyeit. Az egész területet patakok hálózzák be, amelyekből több mint 300 és még több forrás van.

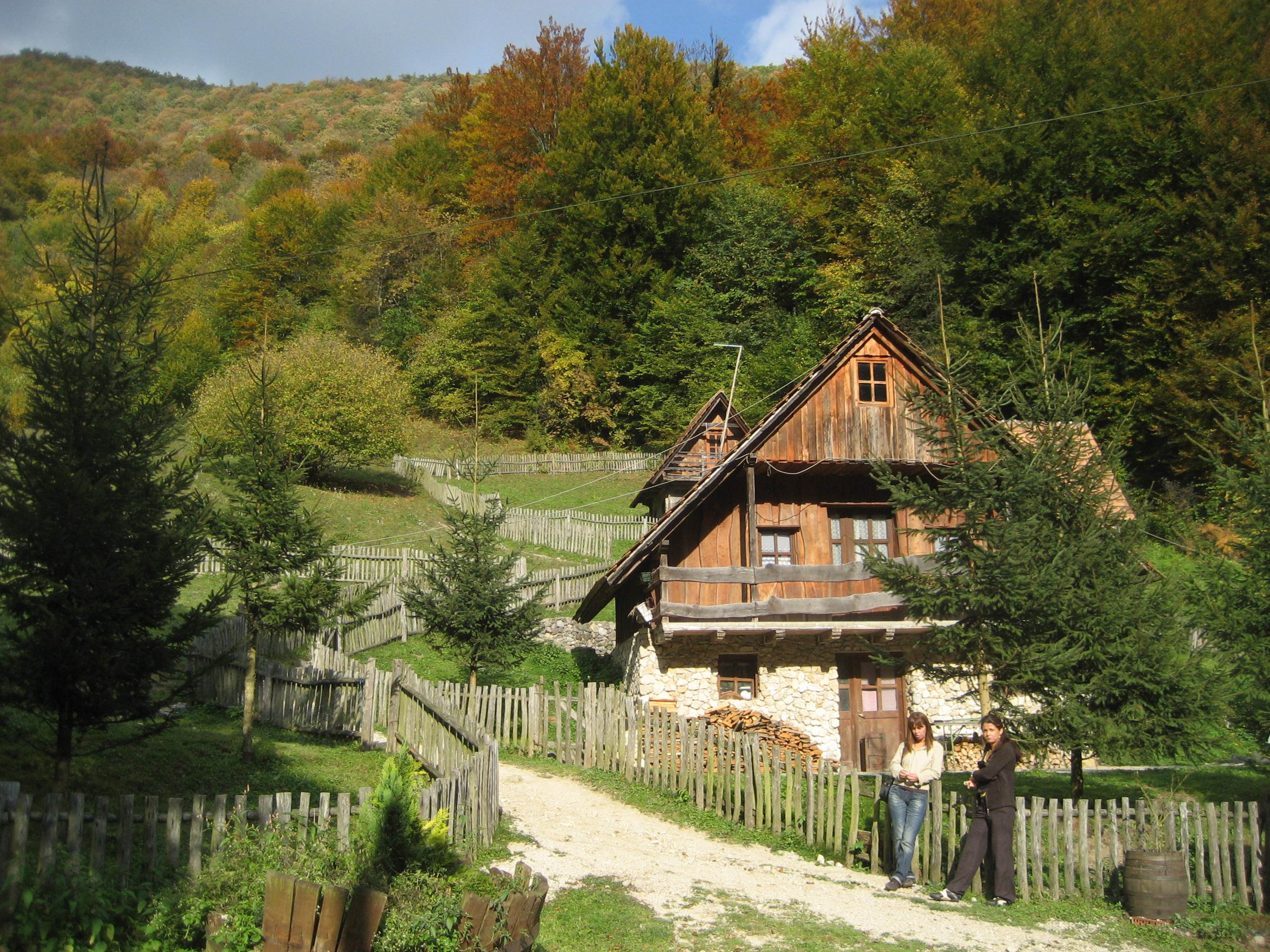
Ökofalu a Zsumberki-hegységben

A hegység a nyugati részen emelkedik a legerőteljesebben, ahol helyenként külön gerinc alakja van. Ez egyben a hegy legelszigeteltebb része, melyen horvát-szlovén határ halad, és a legmagasabb csúcsok találhatók rajta. Középső, 900–1000 m magas részei, mélyedésekkel és földalatti barlangokkal, túlnyomórészt karsztos fennsík formájúak (Opatova gora). A keleti rész alacsonyabb és nagyon töredezett (Szamobori-hegység).
A karsztos kőzetben eddig több mint 140 barlangjelenséget vizsgáltak. A jelenlegi adatok szerint a legmélyebb Dolača-barlang, amely 155 méter mély és 1262 méter hosszú. A leghosszabb barlangok a Provala (1862 m) és a Kostanjeviška jama (1871 m).
A lakosság a fennsíkokon koncentrálódik. Ilyenek a Sošičko polje és a Žumberak Mrzlo Polje, amelyek valódi példái a karsztmezőknek.

## Kőzetek
A geológiai múltban a Zsumberki-hegység egységes egészet alkotott a Medvednica nyugati részével, mígnem Podsused és Szamobor között a Száva betört a Szávamenti-síkságra. A talajszerkezetet a mezozoikumi (triász és a kréta kori) dolomitok és egyéb lerakódások (mészkő és néha márga) uralják, ezért ez a terület karsztos, az ún. zöld vagy fedett karszt (növényzettel borított karszt) fedi, míg a legrégebbi kőzetek a paleozoikumban, pontosabban a permben 250 millió évvel ezelőtt keletkeztek. Ez a geológiai összetétel számos felszíni és földalatti karszt alakzat kialakulásának kedvezett (víznyelők, öblök, barlangok, gödrök stb.). A karszt a horvátországi Žumberak-Samoborsko gorje Természeti Park területének 90% -át fedi le. A peremzónákat miocén kőzetek (homok, homokkő, agyag, agyagos és meszes márga) alkotják.
A hegyek gerince kissé északkelet-délnyugat felé hajlik, ami nem esik egybe sem a dinári, sem az alpesi iránnyal, ezért a szakemberek úgy vélik, hogy ez egy átmeneti terület a két rendszer között. A keresztirányt valójában a Dinári-hegység és az Alpok közötti súrlódás okozza. Ezekkel a tektonikus mozgásokkal szoros kapcsolatban áll a nagyszámú, szinte szabályos sorrendben elrendezett hőforrások megjelenése. A szlovén oldalon ezek a Dolenjske és a Šmarješke toplice, a Kostanjevica és Čateške toplice közelében található forróvizű források, a horvát oldalon pedig a Sveta Jane közelében és a Kostanjevac közelében található tektonikus repedések.

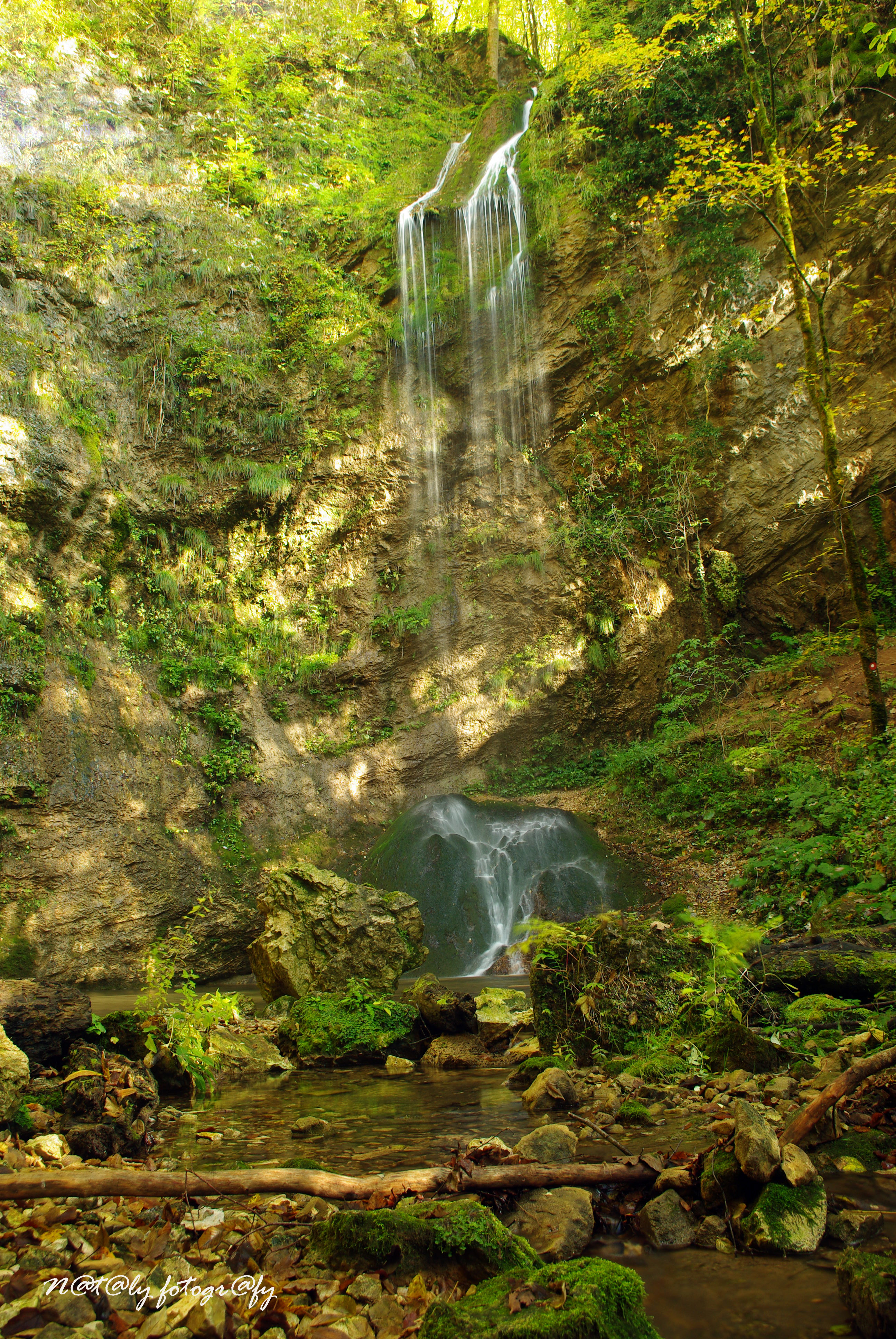
A Brisalo-vízesés

## Vizek
A hegység területére különösen jellemző a vízben való gazdagság, mely források és vízfolyások tömegében nyilvánul meg. A legfontosabb vízfolyások a következők: 
A Kupčina-folyó, amely a hegység nyugati részén fakad és amelyen a híres, több mint 40 méter magas Sopot-vízesés található, majd a Bregana, a Gradna és a Slapnica a Vranjac- és a Brisalo-vízeséssel. Gorjanci területén találhatók a Kobila, a Pendirjevka, a Klamfer és a Sušica patakok. Ezek a vízfolyások a masszívum északi részein mély völgyeket vágtak be. A szlovén Gorjanci területén is számos forrás található: a Minutnik, a Gospodična, és a Jordanov studenec.
A túlnyomórészt karszt anyagú hegyvidéki területen nincs sok állóvíz, de a Žumberak-Samoborsko gorje Natúrparkban több mint 160 tó található. Ennek oka az, hogy a múltban az emberek hozták létre őket, főleg az állatok itatására. A természetes mélyedések alját agyag borította, így visszatartotta az esővizet.

## Növényvilág
Az erdők a hegység legnagyobb részét lefedik. A növénytakaró felül főként bükkből az alsó részeken pedig kevert tölgy-bükk erdőből áll. Nagyobb területeken található tölgy és gyertyán, valamint a meredekebb déli lejtőkön molyhos tölgy és keleti gyertyán. A magasabb részeken hegyi rétek és legelők találhatók, amelyeket az emberi tevékenység hozott létre, míg az alsó részeken (legfeljebb 500–600 m magasan) sok szőlőültetvény található. A hegyek festői szépségét emelik a gyepek, négyzetméterenként több mint 40 növényfajjal. 
A hegység flórájának gazdagsága rendkívül nagy. Eddig több mint 1000 fajt és alfajt regisztráltak a területen (összehasonlításképpen egész Horvátországban alig több mint 5000-et regisztráltak). E fajok közül sok reliktum faj, endémia, és ritka, a törvény szigorúan védett faj található. A hegységben található növényfajok közül 14 globálisan veszélyeztetett, további 90 pedig szerepel a horvátországi veszélyeztetett növények listáján. Ezek a fajok sokféle élőhelyről származnak: gyepek, erdők, nedves és mocsaras élőhelyek, cserjék, irtások, kopárságok, sziklák és dűnék.

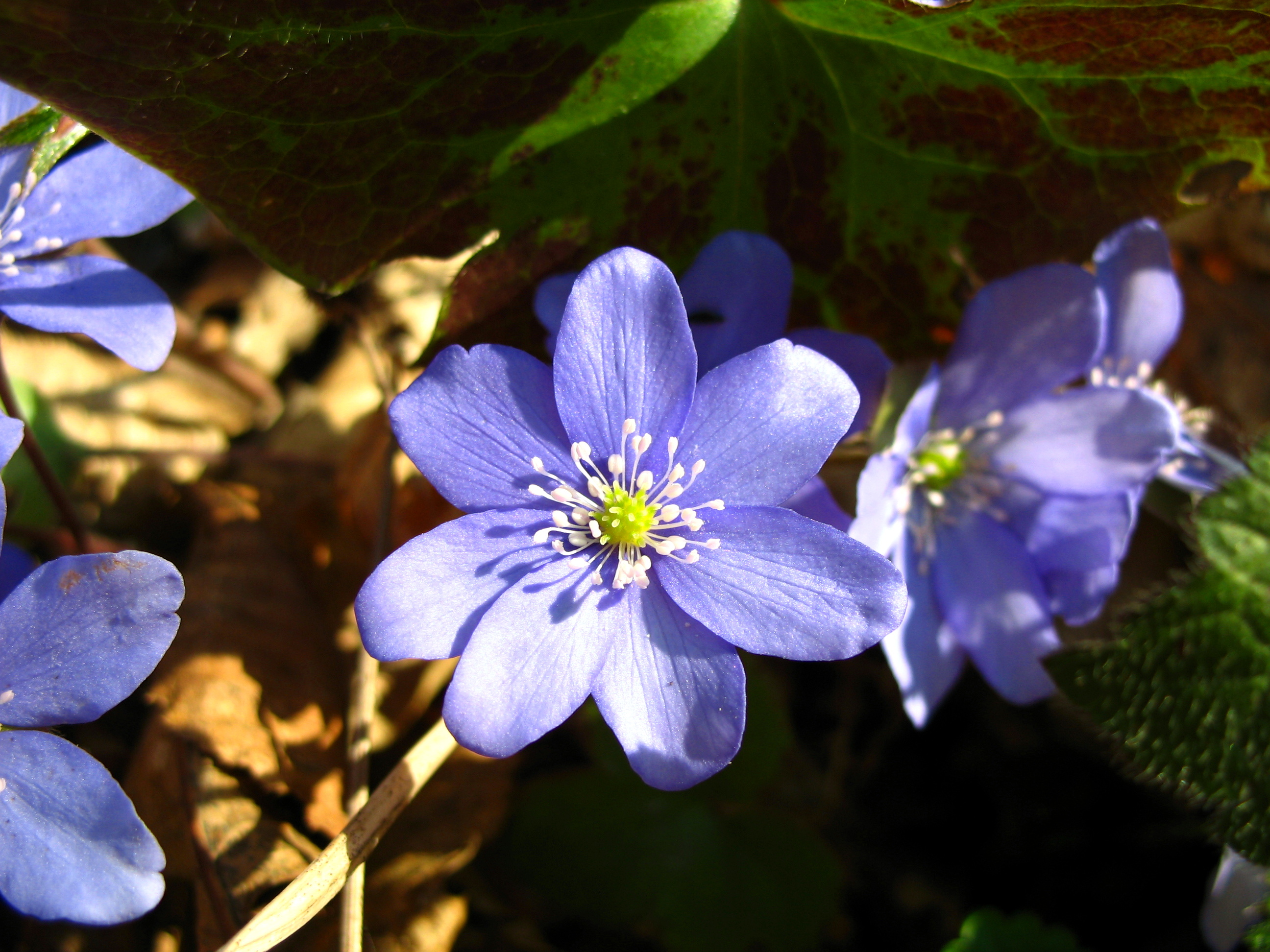
Nemes májvirág (Anemone hepatica) a hegységben

A hegyvidéki gyepeken terem a gyönyörű és kritikusan veszélyeztetett fekete kökörcsin (Pulsatilla pratensis ssp. Nigricans) és az endemikus horvát szegfű (Dianthus giganteus ssp. Croaticus) irreálisan gyönyörű rózsaszín virágokkal. A parkban 38 kaktuszfaj, valamint európai orchideák is teremnek, köztük például a méhbangó (Ophrys apifera) amely, mint e nemzetség minden faja, mézes ajkaival és illatával utánozza beporzó rovar nőstényét. Az erdőkben vannak korlátozott elterjedésű fajok is, például a veszélyeztetett és szigorúan védett horvát írisz (Iris croatica) és a brassói boroszlán (Daphe blagayana).
Az erdők és a nyílt élőhelyek közötti átmeneti területek gazdagok az árnyékviszonyokhoz alkalmazkodó, legeltetésre és taposásra érzékeny fajokban, például néhány globálisan érzékeny orchidea- és liliomfaj. A kétlevelű sarkvirág (Platanthera bifolia), bíboros kosbor (Orchis purpurea) és a turbánliliom (Lilium martagon) példa ezekre a fajokra. Különlegesség itt a Pinguicula alpina, egy húsevő növény. A tőzeglápon nő, amely két másik kritikusan veszélyeztetett faj élőhelye is: az Eriophorum angustifolium és a Tofieldia calyculata.
A hegység számos zuzmónak és gombának is otthont ad, amelyek egy része globálisan veszélyeztetett, például a szagos csigagomba (Hygrophorus camarophyllus; mely szerepel a horvát gombafajok vörös listáján), de számos más gomba is. A zsumberki erdők az egyéb ehető gombákról, de a mérgező gombákról is ismertek, amelyek közül a leghíresebb és legmérgezőbb a zöld galóca.
Egyéb ritka és védett növényfajok a lónyelvű csodabogyó (Ruscus hypoglossum), a közönséges magyal (llex aquifolium), a hegyi bazsarózsa (Paeonia mascula) és mások.

## Állatvilág
A hegységben számos állatfaj található. A tápláléklánc ezen a területen számos nagy és kicsi emlősből, madárból, kétéltűből, hüllőből, gerinctelen állatból, rovarból és másokból áll.
A ragadozók közül kiemelkedik a barnamedve (Ursus arctos) és a farkas (Canis lupus).
A hegységben 110 madárfajt regisztráltak, ami a Horvátországban regisztrált madárfajok egyharmada. A ragadozó madarak között van a héja (Accipiter gentilis). A patakparton élő madarak között van a vízirigó és a hegyi barázdabillegető, valamint élnek itt fecskék, baglyok és minden más, Horvátország hegyvidéki területeire jellemző faj. Az alsó részeken szürke gémek, sőt gólyák is találhatók, amelyek egészen Mrzlo poljéig, egy Zsumberk központjában lévő karsztmezőig vándorolhatnak.

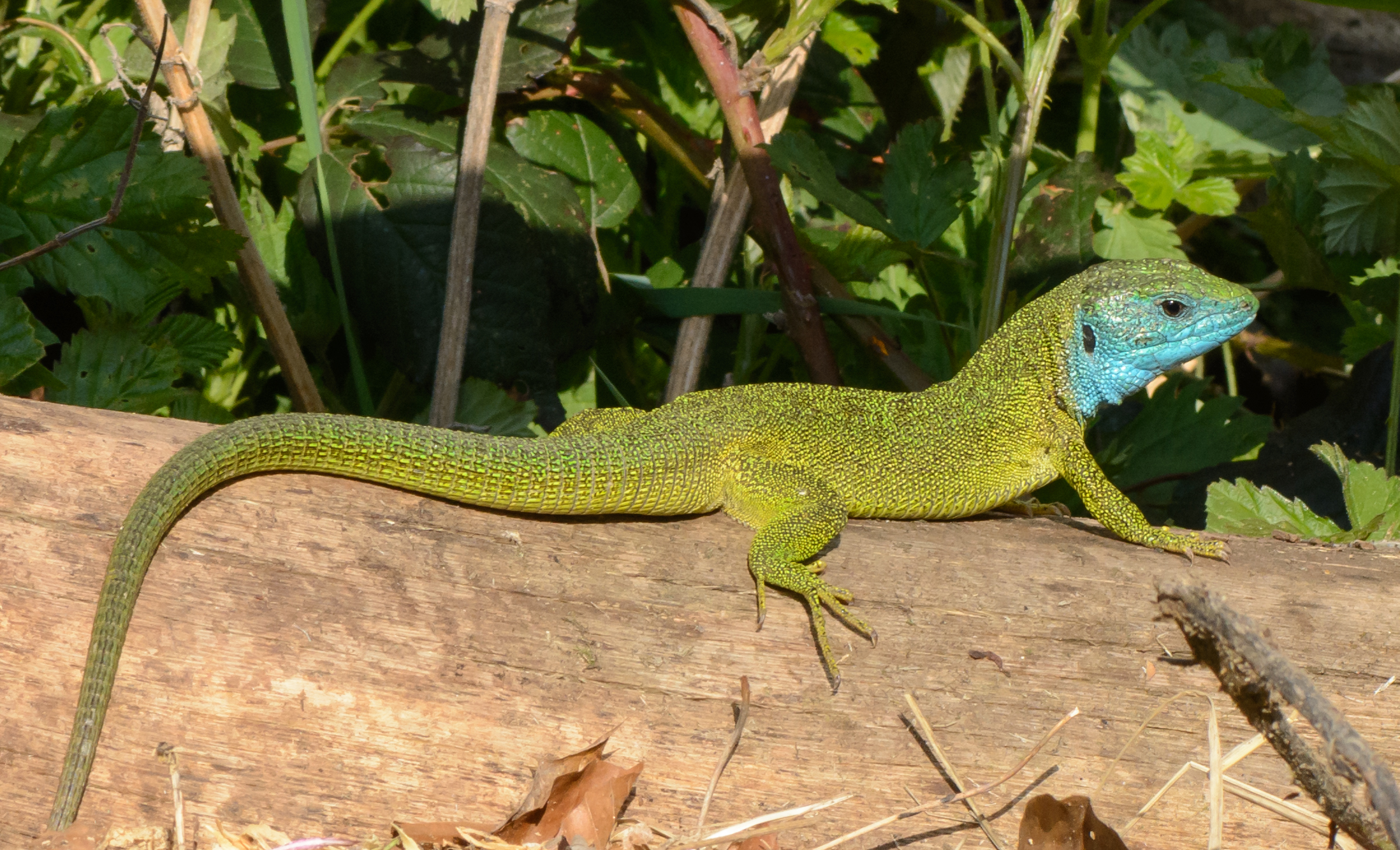
Közönséges gyík (Lacerta viridis)

A hüllők is gyakoriak. Közéjük tartozik az alpesi szalamandra (Salamandra atra), a kockás sikló (Natrix tessellata; amely egy veszélyeztetett faj), a rézsikló (Coronella austriaca), a vizisikló (Natrix natrix), az erdei sikló (Elaphe longissima) és a keresztes vipera (Vipera berus). A gyíkok közül a vak zöldgyík, a közönséges gyík (Lacerta viridis), a fali gyík (Podarcis muralis) és az elevenszülő gyík (Lacerta vivipara). Számos kétéltűfaj is megtalálható, különösen a békák, valamint a foltos szalamandra (Salamandra salamandra) és a terület különlegessége, a fekete vagy hegyi szalamandra (Salamandra atra), amely a patakok magasabb részei mentén található meg, és amely a kétéltűek szokatlan faja, mert a szaporodáshoz nincs szüksége vízre. A patakokban sok pisztráng él, mely különösen kedveli a tiszta vizet és az oxigénben gazdag, gyors patakokat. Veszélyeztetett vízi állat a kövi rák (Austropotamobius torrentium).
A hegység számos gerinctelen állatnak is otthont ad, amelyek közül sok veszélyeztetett (például a boglárkalepke és az erdei hangya). A karszti hangyaboglárka (Phengaris rebeli, valamikor Maculinea rebeli néven volt ismert) a hegység legritkább rovara. Túlélése szorosan függ más fajoktól, mint a kígyótárnics (Gentiana cruciata), amellyel a lárvája táplálkozik, és a hangyák Myrmica nemzetségétől, mert csak őket lehet becsapni, hogy lárváját sajátjukként ismerjék fel és etessék.
A dinári karszt, a barlangi bogarak, csigák, pókok és rákok különféle fajtáit gyűjti össze több mint 144 barlangban és üregben, amelyekből 16 endemikus faj, mely rendkívül fontos az fauna sokféleségében. A denevérek a legveszélyeztetettebb emlőscsoportként élnek a barlangokban, 11 fajjal képviseltetik magukat.

## Galéria
- Rét Mrzo polje közelében
- Gombák
- A Slapnica völgye
- Pára a hegyek között
- A Slapnica vízesése
- Vízesés a hegységben
- Čeka
- Hegyi barlang
- Zsumberki tájkép